# العزل العنصري في الولايات المتحدة

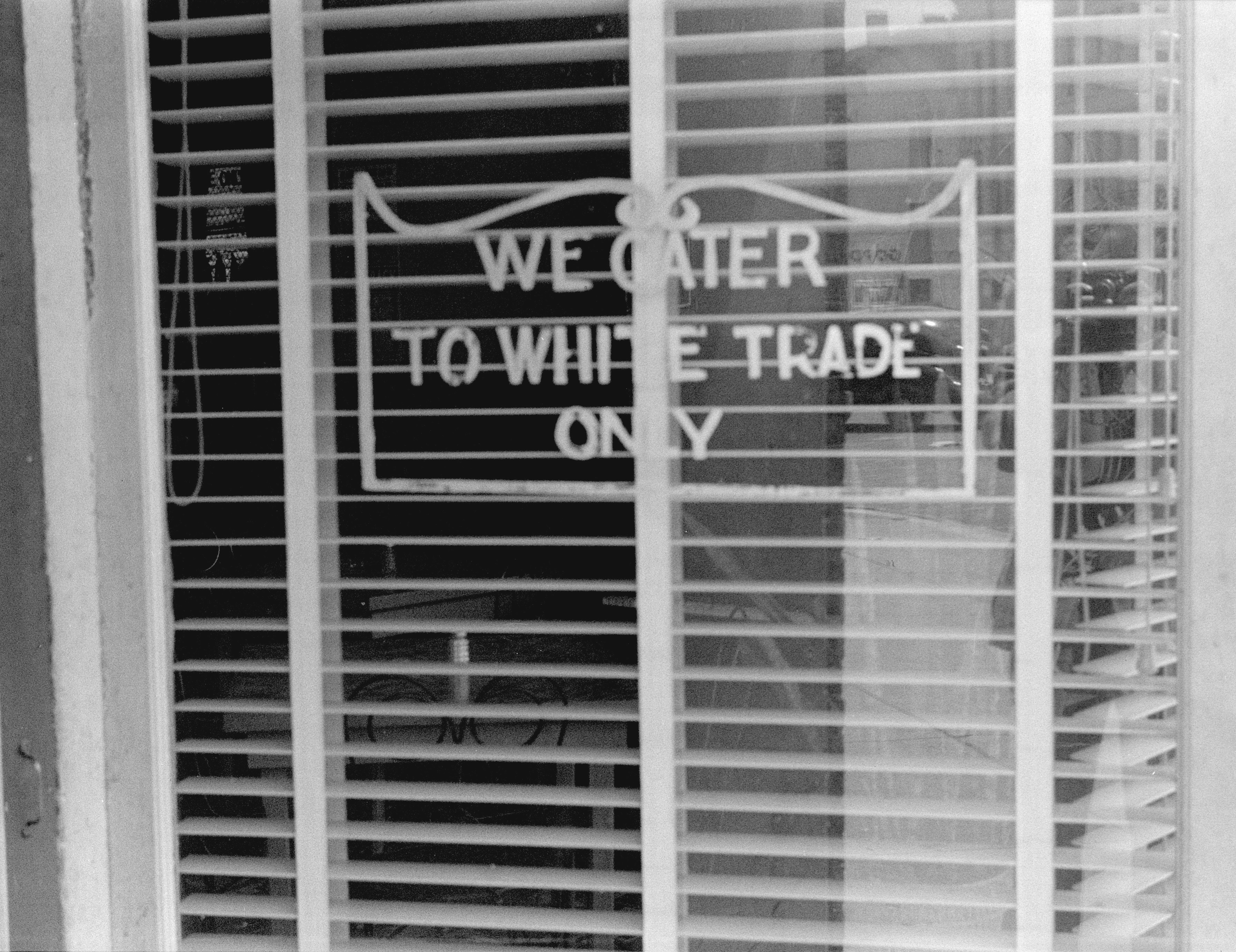
"نقدم الطعام للبيض فقط" على نافذة مطعم في أوهايو في 1938.

العزل العنصري في الولايات المتحدة مصطلح يشير عمومًا إلى العزل العرقي في المنشآت والخدمات والفرص مثل الإسكان والرعاية الطبية والتعليم والتوظيف والنقل في الولايات المتحدة. يدلّنا المصطلح أساسًا على الفصل القسري بشقيه القانوني والاجتماعي بين الأمريكيين من أصل إفريقي والأمريكيين البيض، لكنه استُخدم أيضًا عند الحديث عن فصل الأقليات العرقية الأخرى عن مجتمعات الأغلبية السائدة. اشتمل المصطلح على الفصل المادي وتوفير منشآت منفصلة لكل من البيض والسود في المرتبة الأولى، بالإضافة إلى تضمنه مظاهر أخرى مثل الفصل بين الأدوار والوظائف داخل المؤسسة. لُوحظ الفصل بين وحدات السود ووحدات البيض في القوات المسلحة الأمريكية حتى الخمسينيات من القرن الماضي، بالإضافة إلى اختيار ضباط بيض لقيادة مجموعات السود.
استخدمت لافتات لتحديد الأماكن التي يُسمح فيها للأمريكيين الأفارقة بالمشي أو التحدث أو الشرب أو الاستراحة أو تناول الطعام بشكل قانوني. أيدت المحكمة العليا في الولايات المتحدة الطابع الدستوري للفصل في قضية بليسي ضد فيرغسون (1896)، مع اشتراط توفير مرافق «منفصلة ولكن متساوية»، وهو شرط نادرًا ما تحقق في الممارسة العملية. ألغت المحكمة العليا برئاسة إيرل وارين هذا المبدأ بالإجماع في قضية براون ضد مجلس التعليم (1954)، وأصدرت المحكمة العليا في عهد وارين خلال السنوات التالية أحكامًا ضد الفصل العنصري في العديد من القضايا الشهيرة مثل قضية موتيل هارت أوف أتلاتنا ضد الولايات المتحدة (1964)، التي ساعدت في وضع نهاية لقوانين جيم كرو.
اتّخذ العزل العنصري شكلين: العزل العنصري القانوني الذي يفرض العزل بين الأعراق بموجب القانون، وهو الشكل الذي فرضته قوانين العبيد قبل الحرب الأهلية وقوانين السود وقوانين جيم كرو في أعقاب الحرب. حُظر العزل القانوني بموجب قانون الحقوق المدنية لعام 1964، وقانون حقوق التصويت لعام 1965، وقانون الإسكان العادل لعام 1968. على أي حال، منعت محكمة وارين العزل العنصري في وقت سابق ضمن مناطق محددة، إبان حكمها في قضايا مثل قضية براون ضد مجلس التعليم الذي ألغى العزل العنصري في مدارس الولايات المتحدة. بالانتقال إلى الشكل الآخر، ألا وهو العزل العنصري الواقعي، أو العزل العنصري «في الواقع»، هو عزل لا يخضع لحكم القانون. يستمر وجود العزل العنصري الواقعي اليوم في مجالات شتى مثل العزل العنصري السكني والعزل العنصري المدرسي نتيجة السلوك المعاصر والإرث التاريخي اللذين تركهما العزل العنصري القانوني.

## نبذة تاريخية

### إعادة الإعمار في الجنوب
أقر الكونغرس قانون إعادة الإعمار لعام 1867، بالإضافة إلى التصديق على التعديل الخامس عشر لدستور الولايات المتحدة عام 1870 والذي وفّر حق الاقتراع، وإصداره قانون الحقوق المدنية لعام 1875 الذي حظر الفصل العنصري في أماكن الإقامة. تبعًا لما سبق، كفلت قوات الاحتلال الفيدرالية في الجنوب حق السود بالتصويت وانتخاب قادتهم السياسيين. أكدت تعديلات هذه المرحلة على سيادة الدولة الوطنية والمساواة الرسمية بين جميع الأفراد داخلها تحت سقف القانون. على أي حال، لم يُحظر العزل في المدارس.
أنشأ الجمهوريون إبان وصولهم إلى السلطة في الولايات الجنوبية بعد عام 1867 أول نظام للمدارس الحكومية الممولة من دافعي الضرائب. رغب السود الجنوبيون في ارتياد أطفالهم مدارس عامة، لكنهم لم يطلبوا مدارس قائمة على الاندماج العنصري. خيّم العزل العنصري على جميع المدارس الحكومية الجديدة تقريبًا، باستثناء مدارس قليلة في نيو أورليانز. خسر الجمهوريون السلطة في منتصف سبعينيات القرن التاسع عشر لصالح المحافظين البيض، الذين حافظوا بدورهم على أنظمة المدارس العامة، لكنهم قلصوا تمويلها بصورة حادة.
سيطر العزل العنصري بصرامة على جميع الأكاديميات والكليات الخاصة في الجنوب تقريبًا. دعمت الجمعية التبشيرية الأمريكية تطوير وإنشاء العديد من كليات السود التاريخية، مثل جامعتي فيسك وشو. استقبلت حفنة من الكليات الشمالية خلال هذه الفترة طلابًا سود. أنشأت الطوائف الشمالية وجمعياتها التبشيرية مدارس خاصة في جميع أنحاء الجنوب لتوفير التعليم الثانوي، وساهموا بصورة طفيفة في العمل الجماعي. انخفضت الرسوم الدراسية إلى حدها الأدنى، ما ساعد الكنائس على دعم الكليات ماليًا، والمشاركة أيضًا في دفع أجور بعض المعلمين. أدارت الكنائس -التي وقع معظمها في الشمال- 247 مدرسة للسود في جميع أنحاء الجنوب عام 1900، بميزانية بلغت نحو مليون دولار، ووظفوا 1600 معلم وكفلوا تعليم 46,000 طالب. برزت أسماء عدة منشآت تعليمية، مثل جامعة هوارد، وهي مؤسسة اتحادية مقرها واشنطن، وجامعة فيسك في ناشفيل، وجامعة أتلانتا، ومعهد هامبتون في فرجينيا، وغيرها الكثير. تأسست معظم الكليات الجديدة في القرن التاسع عشر ضمن الولايات الشمالية.
بحلول أوائل سبعينيات القرن التاسع عشر، تناقص اهتمام الشمال بتعزيز جهود إعادة الإعمار وتزامن سحب القوات الفيدرالية عام 1877 مع انشقاق الحزب الجمهوري في الجنوب وخسارته الدعم نتيجة انشقاقه، ما أدى إلى سيطرة المحافظين (الذين يطلقون على أنفسهم اسم «المخلصين») على جميع الولايات الجنوبية. بدأ العزل في عهد «جيم كرو» في وقت متأخر إلى حد ما، تحديدًا في ثمانينيات القرن التاسع عشر. حُرم السود من حق الاقتراع في تسعينيات القرن التاسع عشر. لم تثمر مناصرة الحزب الجمهوري لحقوق الأميركيين الأفارقة خلال الحرب الأهلية ومساهمته كمنبر للصوت السياسي الأسود خلال حقبة إعادة الإعمار، إذ أبدى الجمهوريون البيض رد فعل عنيفًا تجسّد في ظهور حركة ليلي وايت الهادفة إلى إزالة الأمريكيين الأفارقة من مناصب الحزب القيادية، وحرضوا على أعمال الشغب بهدف تقسيم الحزب، واضعين نصب أعينهم هدفًا نهائيًا هو اجتثاث نفوذ السود. رسّخ الفصل العنصري أقدامه على امتداد الجنوب ومعظم المنطقة الحدودية بحلول عام 1910، ولم يُسمح سوى لعدد ضئيل من القادة السود بالتصويت في مختلف أنحاء الجنوب العميق.

### حقبة جيم كرو
أيّدت المحكمة العليا في الولايات المتحدة شرعية القوانين التي تشترط تطبيق العزل العنصري على السود في قضية بليسي ضد فيرغسون عام 1896، 163 رقم سجل 537. حافظت المحكمة العليا على دستورية قانون لويزيانا الذي يلزم شركات السكك الحديدية بتوفير أماكن إقامة «منفصلة ولكن متساوية» للمسافرين البيض والسود، ويُحظر على البيض والسود استخدام عربات السكك الحديدية غير المخصصة لعرقهم.
سمحت قضية بليسي بتطبيق العزل، الذي أصبح معيارًا على امتداد جنوب الولايات المتحدة، وأضفى الطابع المؤسساتي على حقبة جيم كرو. كان من المفترض أن يحصل الجميع على المستوى نفسه من الخدمات العامة (المدارس والمستشفيات والسجون وغيرها)، لكن ضمن منشآت منفصلة لكل عرق، الأمر الذي لم يتحقق على أرض الواقع، إذ دائمًا ما كانت الخدمات والتسهيلات المخصصة للأمريكيين الأفارقة أقل جودة من الخدمات التي حصل عليها البيض، إن وُجدت أساسًا؛ مثلًا، حصلت معظم مدارس السود على قدر أقل من التمويل العام لكل طالب مقارنة بمدارس البيض القريبة. لم يُفرض العزل قانونيًا في الولايات الشمالية، ولكن ظهر نظام واقعي في المدارس، حيث التحق معظم الطلاب السود بالمدارس التي عُرفت بارتيادها من قبل السود بصورة شبه تامة. اقتصرت بالمقابل مدارس البيض في الجنوب على التلاميذ والمدرسين البيض، وضمت مدارس السود في المقابل تلاميذ ومدرسين من السود فقط.
لم تُطبق بعض شركات الترام سياسة العزل بصورة طوعية، بل استغرقت الحكومة 15 عامًا لإخضاعها وكسر شوكتها.
أقرّت المحكمة العليا بصورة علنية، أو سرية إن اقتضت الحاجة، فيما لا يقل عن ست مناسبات على مدار 60 عامًا تقريبًا، بأن مبدأ «منفصلون لكن متساوون» المعلن في بليسي كان الشكل الصحيح لتطبيق سيادة القانون، رغم أنه، وفي نهاية تلك الفترة، بدأت المحكمة في التركيز على ما إن كانت المنشآت المنفصلة متساويةً في الواقع.
شغل إلغاء قوانين «منفصلون لكن متساوون» ركنًا أساسيًا في اهتمامات حركة الحقوق المدنية. حظرت المحكمة العليا العزل العنصري في منشآت التعليم العام بين السود والبيض على مستوى الولاية في قضية براون ضد مجلس التعليم، 347 رقم سجل 483 (1954). ألغى قانون الحقوق المدنية لعام 1964 جميع القوانين على المستويين الولاياتي والمحلي التي تشترط تطبيق العزل. على أي حال، جرت عملية الامتثال للقانون الجديد في خطوات متثاقلة في أحسن أحوالها، واستغرق إنفاذها سنوات مع العديد من القضايا في المحاكم الأدنى.

### حقبة الصفقة الجديدة
ساد الفصل العنصري برامج الصفقة الجديدة التي جرى العمل بها في ثلاثينيات القرن العشرين؛ إذ كان من النادر أن يعمل السود والبيض جنبًا إلى جنب في مشاريع الصفقة الجديد. يُعتبر برنامج إدارة تطوير الأشغال أحد أكبر مشاريع الإغاثة، والذي أدار وحدات منفصلة، كما هو الحال في فرعه الشبابي، إدارة الشباب الوطني. جرى تعيين السود في برنامج إدارة تطوير الأشغال مشرفين في الشمال، وبلغ عدد المشرفين في الشمال 10,000 منهم 11 من السود فقط. جادل المؤرخ أنتوني بادجر، «ميزت برامج الصفقة الجديدة في الجنوب ضد السود ووسعت نطاق الفصل العنصري». في غضون أسابيع قليلة من بدء العمل، دُمج سلك الخدمة المدنية في الشمال. بحلول يوليو 1935، جرى تطبيق الفصل في نحو جميع أسلاك الخدمة المدنية في الولايات المتحدة، ولم يكُن بإمكان السود العمل في الأدوار الإشرافية التي جرى تكليفهم بها. يجادل فيليب كلينكنر وروجرز سميث بأنه «لم يجرؤ أحد على انتقاد جيم كرو، حتى أبرز الليبراليين العرقيين في الصفقة الجديدة». أيد وزير الداخلية هارولد إيكس إدارة روزفلت للسود والرئيس السابق لفرع شيكاغو للجمعية الوطنية للنهوض بالملونين. في عام 1937، اتهم السيناتور الديمقراطي من ولاية كارولاينا الشمالية، جوزيه بيلي، الوزير إيكس بمحاولة خرق قوانين الفصل العنصري، ليرد الآخر عليه بالآتي:
أعتقد أن الأمر متروك للولايات فيما يتعلق بحل مشاكلها الاجتماعية إن أمكن، فبينما كنت دائمًا مهتمًا برؤية الزنجي يحصل على معاملة منصفة، لم تتلاش عزيمتي أبدًا ضد ركيزة جدار الفصل العنصري. أعتقد أن هذا الجدار سينهار عندما يصل الزنجي إلى وضع تعليمي واقتصادي مرموق. علاوة على ذلك، لا توجد قوانين فصل في الشمال، إلا أن الفصل موجود في الواقع وعلينا أن نعترف بذلك أيضًا.
مع ذلك، قدمت الصفقة الجديدة مزايا فيدرالية غير مسبوقة للسود. أسفر ذلك عن انضمام الكثير إلى تحالف الصفقة الجديدة من قواعدهم في المدن الشمالية والغربية حيث أصبح بإمكانهم التصويت، بعد أن غادروا الجنوب بأعداد كبيرة خلال الهجرة الكبرى. تأثر روزفلت بمستشاري «مجلس الوزراء الأسود» ومسيرة حركة واشنطن، قبل اشتراك أمريكا في الحرب العالمية الثانية، وأصدر الأمر التنفيذي رقم 8802، وهو أول أمر لمكافحة التمييز على الصعيد الفيدرالي وأنشأ لجنة ممارسات التوظيف العادلة. عين الرئيس هاري ترومان، خليفة روزفلت، لجنة الرئيس للحقوق المدنية، وأصدر الأمر التنفيذي 9980 والأمر التنفيذي 9981 اللذان ينصان على إلغاء الفصل العنصري في جميع أنحاء الحكومة الفيدرالية والقوات المسلحة.

## الفصل العنصري المفرط
في دراسة أُجريت عام 1988 وغالبًا ما يستشهد الكثير بها، جمع دوغلاس ماسي ونانسي دينتون 20 تدبيرًا قائمًا على الفصل العنصري وقلصاها ضمن خمسة أبعاد للفصل السكني. جادل دودلي إل بوستون ومايكل ميكلين بأن ماسي ودينتون «عرضا الوضوح المفاهيمي لنظرية قياس الفصل من خلال تحديد خمسة أبعاد»
يُعتبر الأمريكيون الأفارقة منفصلين عنصريًا بسبب تعرضهم لجميع أبعاد الفصل العنصري الخمسة والتي تُطبق عليهم في المدن الداخلية في جميع أنحاء الولايات المتحدة. الأبعاد الخمسة هي المساواة والتجمع والانفتاح والمركزية والتركيز. 
المساواة هي الفرق بين نسبة الأقلية في جزء معين من المدينة، مقارنة بالمدينة ككل. الانفتاح هو احتمالية التواصل بين أقلية وحزب أغلبية مع بعضهما البعض. التجمع هو حشد مختلف مجموعات الأقليات في مكان واحد، وغالبًا ما يؤدي إلى استحداث حي كبير من الأقليات (غيتو) ما يتسبب بما يُعرف بـ«فرط إدخال الغيتو». تشير المركزية إلى رغبة أفراد الأقلية أن يكونوا في وسط منطقة حضرية، وغالبًا ما تُقاس على أنها نسبة مئوية من مجموعة أقلية تعيش في وسط مدينة ما (مقابل المناطق النائية). التركيز هو البعد الذي يشير إلى مساحة الأرض الفعلية التي تعيش عليها أقلية داخل مدينتها، فكلما زاد الفصل داخل منطقة ما، قلت مساحة الأرض التي ستسيطر عليها مجموعة الأقلية.
بدأ نمط الفصل العنصري المفرط في أوائل القرن العشرين. ارتبط بانتقال الأمريكيين الأفارقة إلى المدن الداخلية الكبيرة من أجل الحصول على وظائف صناعية. تسبب تدفق السكان الأمريكيين الأفارقة في انتقال العديد من السكان البيض إلى الضواحي فيما عُرف بهجرة البيض. عندما بدأ نطاق الصناعة بالتوسع خارج المدن الداخلية، فقد السكان الأمريكيون من أصل أفريقي الوظائف المستقرة التي أوصلتهم إلى المنطقة. لم يتمكن الكثير من مغادرة المدن الداخلية وأصبحوا فقراء. تسبب ذلك بخلق أحياء الأقليات داخل المدينة والتي شكلت جوهر الفصل العنصري المفرط. على الرغم من أن قانون الحقوق المدنية لعام 1968 يحظر التمييز في الإسكان، شهدت أنماط الإسكان التي وُضعت سابقًا فصلًا عنصريًا مفرطًا باستمرار. أفادت البيانات من تعداد عام 2000 بوجود 29 منطقة حضرية أظهرت فرطًا في الفصل العنصري بين الأسود والأبيض. أظهرت مدينتي لوس أنجلوس ونيويورك فرطًا في الفصل العنصري ضد البيض من أصل إسباني. لم تظهر أي منطقة حضرية فرطًا في الفصل العنصري ضد الآسيويين أو الأمريكيين الأصليين.

## العنصرية
خلال معظم القرن العشرين، ساد اعتقاد بين العديد من البيض بأن وجود السود في الأحياء البيضاء من شأنه أن يقلل من قيم الممتلكات. شرعت حكومة الولايات المتحدة في إتاحة الرهون العقارية منخفضة الفائدة للعائلات من خلال مبادرتي إدارة الإسكان الفيدرالية وإدارة المحاربين القدامى. بموجب القانون، كان يحق للعائلات السوداء الحصول على هذه القروض، ولكنهم حُرموا أحيانًا من هذه القروض بسبب وصف المخططين الذين كانوا وراء هذه المبادرة العديد من الأحياء السوداء في جميع أنحاء البلاد بأنها «في حالة تدهور». لم تنص قوانين القروض على «عدم إمكانية حصول الأسر السوداء على قروض»، بل صرحوا بعدم إمكانية حصول الأشخاص الذين ينتمون إلى «مناطق في حالة تدهور» على قروض. في حين أن صيغة القانون لا تبدو وكأنها تحفز الفصل، إلا أنها تتجه إلى إحداث ذلك الأثر. شُكلت هذه الإدارة جزءًا من الصفقة الجديدة التي تشمل جميع الأمريكيين ولكنها كانت ذات أثر أكبر في الغالب على السكان السود في مناطق المدينة الداخلية، وفي الواقع، عاشت معظم العائلات السوداء في مناطق المدن الداخلية في المدن الكبيرة واستولت على هذه المناطق بالكامل تقريبًا بعد نهاية الحرب العالمية الثانية عندما بدأ البيض في الانتقال إلى ضواحي جديدة.
شجعت الحكومة العائلات البيضاء على الانتقال إلى الضواحي من خلال منحهم قروضًا، وهجرت العديد من المجتمعات الأمريكية الأفريقية القائمة من خلال بناء طرق سريعة تمر خلال أحيائهم. دمرت الحكومة عشرات الآلاف من منازل الأسر السوداء من أجل بناء هذه الطرق السريعة. نظرًا لإعلان تلك العقارات «في حالة تدهور»، مُنحت العائلات مبلغًا زهيدًا مقابل ممتلكاتها، وأُرغمت على الانتقال إلى مساكن ممولة اتحاديًا والتي كانت تسمى «المشاريع». هُدم المزيد من منازل الأسر السوداء لبناء هذه المشاريع.
ذكر برايان جيه كوك في كتابه الديمقراطية والإدارة: أفكار وودرو ويلسون وتحديات الإدارة العامة أن الرئيس وودرو ويلسون لم يعارض ممارسات الفصل العنصري التي مارسها رؤساء الأقسام المستقلة للهيئات المدنية الفيدرالية. كان يُطلب من البيض والسود أحيانًا تناول الطعام منفصلين عن بعضهم، والذهاب إلى مدارس منفصلة، واستخدام مراحيض عامة منفصلة، والجلوس منفصلين في مقاعد الحدائق والقطارات والحافلات، وغير ذلك. في بعض المناطق، رفضت المتاجر والمطاعم خدمة أعراق مختلفة تحت سقف واحد.